# 安倍藤蔵
安倍 藤蔵（あべ とうぞう、天保11年〈1840年〉 - 明治元年9月16日〈1868年10月31日〉）は江戸時代末期（幕末）の庄内藩士。

## 経歴
庄内生まれ。丹羽家にて生まれ、庄内安倍家の婿養子となる。庄内安倍家は安倍孫太郎季任を初代とする庄内の一族で、奥州安倍家・安倍宗任に連なる一族である。藤蔵は庄内安倍家第41代当主。
勝麟太郎（海舟）に学び、江戸市中取り締まりのために出府、砲術家江川太郎左衛門に学び学長になる。その後、庄内藩の鉄砲隊で活躍。江戸薩摩藩邸の焼討事件では最初に屋敷に入って篠崎彦十郎らと談判。これが決裂して戦闘に移り、戊辰戦争の口火を切る。
慶応4年（1868年）正月、幕府に新徴組鉄砲隊として召し抱えられる。戦況悪く2月18日江戸（上野寛永寺）出立、3月4日庄内に到着。3月9日仙台へ到着。幕府歩兵隊を率い清河応援、天童攻略、白石線、越後方面に転戦。9月16日、庄内境の関川で高鍋藩の鈴木来助隊と交戦し、討死した。享年29歳。
洋学通として知られ、薩摩藩邸焼討の際は西洋服に革靴姿で任務に当たったという。